# 1979年女子バスケットボール世界選手権
1979年女子バスケットボール世界選手権は、1979年に大韓民国のソウルで行われた第8回女子バスケットボール世界選手権。アジアでの開催はこの大会が初めて。
米国が6大会振り3度目の優勝を果たした。開催国韓国は準優勝。それまで5連覇中だったソ連はボイコットにより不参加。

## 最終結果
| 1979年世界選手権 優勝国:      |
| ----------------------------- |
| アメリカ合衆国 6大会ぶり3回目 |

| 順位 | 国             |
| ---- | -------------- |
| 2    | 韓国           |
| 3    | カナダ         |
| 4    | オーストラリア |
| 5    | イタリア       |
| 6    | 日本           |
| 7    | フランス       |
| 8    | オランダ       |
| 9    | ブラジル       |
| 10   | ボリビア       |
| 11   | マレーシア     |
| 12   | セネガル       |